# Três Vidas & Uma Só Morte
Trois vies et une seule mort (Brasil/Portugal: Três Vidas & Uma Só Morte) é um filme franco-português de 1996, do gênero comédia, dirigido por Raúl Ruiz.
O filme foi produzido por Paulo Branco, a fotografia é de Laurent Machuel e a trilha sonora de Jorge Arriagada.

## Elenco
- Marcello Mastroianni .... Mateo Strano / Georges Vickers / Butler / Luc Allamand
- Anna Galiena .... Maria Gabri-Colosso, "Tania la Corse"
- Marisa Paredes .... Maria
- Melvil Poupaud .... Martin
- Chiara Mastroianni .... Cécile
- Arielle Dombasle .... Hélène
- Féodor Atkine... André
- Jean-Yves Gautier... Mario

## Principais prêmios e indicações
Festival de Cannes 1996 (França)
- Indicado à Palma de Ouro.

Mostra Internacional de Cinema de São Paulo 1996 (Brasil)
- Recebeu o Prêmio da Crítica.